# Ареминский
Аре́минский (тат. Әрәмә означает «Урема, Урёма, Уремный» — густой кустарник по берегам рек) — упразднённый посёлок в Агрызском районе современной Республики Татарстан России. Находился на территории Сарсак-Омгинского сельского поселения. 

## География
Посёлок находился в северо-восточной части региона, возле рек Биер-Сарсак, Сарсак.

## История
По данным «Списка населённых мест Вятской губернии на 1905 год» починок Ареминский в составе Большекибьинской волости Елабужского уезда Вятской губернии.
С 1930 в составе Ново-Никольского сельсовета Агрызского района.
В Справочнике АТД Татарской АССР приводится посёлок Новая Арема в составе Сарсак-Омгинского сельсовета (Абдуллин, 1940). 
В справочных изданиях с конца 1940-х гг. Ареминский не упоминается.

## Население
В 1905 году — 12 жителей, по 6 мужчин и женщин.
57 человек (1930, русские), 38 человек (1939, русские).

## Инфраструктура
Личное подсобное хозяйство. В 1905 году — 3 двора.